# Дзьобник мегаполітанський
Дзьобник мегаполітанський (Rhynchostegium megapolitanum) — вид мохів порядку гіпнобрієвих (Hypnales).

## Поширення
Ареал охоплює такі частини світу: Європа, Макаронезія, Західна Азія.
Росте на багатому поживними речовинами піщаному ґрунті у відкритих чагарниках, заростях або трав'янистих схилах, якщо в ньому не надто мало вапна. Зустрічається переважно на узбережжі та найчастіше на вапняковому піску в районах піщаних дюн і поблизу них, на незатінених або злегка затінених луках або на берегах, у місцях з вільним дренажем.

## Характеристика
Спорова коробочка має довгоносий ковпачок, ніжка гладка, а листкова жилка тягнеться до половини листка.